# 北村一郎
北村 一郎（きたむら いちろう、1949年1月31日 - ）は、日本の法学者（フランス法）。東京大学名誉教授。財団法人日仏会館理事。比較法学会理事長。
2013年3月、東京大学大学院法学政治学研究科教授を退職。

## 著書
- 『現代ヨーロッパ法の展望』（編著）（東京大学出版会、1998年）
- 『アクセスガイド外国法』（編著）（東京大学出版会、2004年）
- 『フランス民法典の200年』（編著）（東京大学出版会、2006年）

## 論文
- 「私法―民法（および法一般）の分野の概説書について」（『比較法研究47号』、1985年）
- 「フランスにおける生命倫理立法の概要」（『ジュリスト1090号』、1996年）
- 「フランスにおける法文の平易化について」（松尾浩也・塩野宏編『立法の平易化』信山社、1997年）